# Tanja Pawollek
Tanja Pawollek (* 18. Januar 1999 in Obertshausen) ist eine deutsch-polnische Fußballspielerin. Die Defensive Mittelfeldspielerin steht beim Bundesligisten Union Berlin unter Vertrag und ist polnische A-Nationalspielerin.

## Karriere

### Vereine
Pawollek begann ihre fußballerische Karriere fünfjährig beim TV Hausen und wechselte nach sechs Jahren zur SG Rosenhöhe. Dort spielte sie zuletzt für die männliche B-Jugend, ehe im Sommer 2016 der Wechsel zum Bundesligisten 1. FFC Frankfurt folgte, mit dem sie einen Dreijahresvertrag unterschrieb. Nach einer am 28. August 2016 über die volle Spielzeit bestrittenen Zweitligapartie gegen die Zweitvertretung der TSG 1899 Hoffenheim gab sie am 4. September 2016 (1. Spieltag) gegen Borussia Mönchengladbach ihr Bundesligadebüt: beim 8:0-Sieg im Heimspiel der Frankfurterinnen wurde sie in der 68. Minute für Saskia Bartusiak eingewechselt. Das erste Bundesligator gelang ihr am 30. April 2017 beim 2:2 im Auswärtsspiel gegen Bayer 04 Leverkusen mit dem Treffer zum 1:1. Seit der Saison 2019/20 ist sie Spielführerin der Mannschaft. Im Juli 2020 wurde der 1. FFC Frankfurt in den Verein Eintracht Frankfurt integriert und bildet somit die Frauenfußballabteilung des Vereins.
Am 30. Mai 2021 erlitt Pawollek im Pokalfinale bei der 0:1-Niederlage gegen den VfL Wolfsburg einen Kreuzbandriss und fiel mehrere Monate aus.

### Nationalmannschaft
Seit ihrem Debüt für die U15-Nationalmannschaft am 30. Oktober 2013 gegen die Auswahl Schottlands, wo sie beim 6:0-Sieg den Treffer zum 4:0 erzielte, gehört Pawollek regelmäßig zum Aufgebot der Juniorinnen-Auswahlen des DFB. 2015 gehörte sie zum deutschen Kader für die U17-Europameisterschaft auf Island und bestritt dort zwei Gruppenspiele sowie das gegen die Schweizer Auswahl verlorene Halbfinale. Im Folgejahr qualifizierte sie sich mit der Mannschaft erneut für die Europameisterschaft, die vom 4. bis 16. Mai 2016 in Belarus ausgetragen wurde, und gewann nach einem 3:2-Finalerfolg im Elfmeterschießen gegen die spanische Auswahl den Europameistertitel. Auch für die U17-Weltmeisterschaft 2016 in Jordanien gehörte Pawollek zum deutschen Aufgebot und erreichte mit der Mannschaft das Viertelfinale. 2017 gehörte sie zum Kader der U19-Nationalmannschaft, für die sie am 3. März beim 3:1-Erfolg gegen die Niederlande debütierte und im selben Jahr an der U19-Europameisterschaft in Nordirland teilnahm, wo sie mit der Mannschaft das mit 1:2 verlorene Halbfinale gegen Frankreich erreichte. Im folgenden Jahr war Pawollek Teil des deutschen Aufgebots für die U20-Weltmeisterschaft in Frankreich und kam in sämtlichen drei Gruppenspielen sowie dem mit 1:3 gegen den späteren Weltmeister aus Japan verlorenen Viertelfinale über die volle Spielzeit zum Einsatz.
Im Dezember 2018 berief sie Bundestrainerin Martina Voss-Tecklenburg für das Wintertrainingslager vom 14. bis 21. Januar 2019 in Marbella erstmals in den Kader der A-Nationalmannschaft. Im Mai 2021 wurde Pawollek, deren Eltern in Polen geboren wurden, für den Kader der polnischen Nationalmannschaft nominiert. Aufgrund einer Verletzung kam sie jedoch nicht zum Einsatz. Ihr Debüt für die polnische Nationalmannschaft hatte sie dann Ende Juni 2022 bei der 1:3-Niederlage gegen Island.

## Erfolge und Auszeichnungen
- U17-Europameisterin 2016
- Fritz-Walter-Medaille in Bronze 2016 und Gold 2018